# Institut supérieur européen de gestion group
L'Institut supérieur européen de gestion group (ISEG Group) fu fondata a Parigi nel 1980 ed è una business schools francesi. Il management è il perno centrale di questa istituzione.

## Modalità d'ammissione
Gli studenti della grande école ISEG Group provengono da due filiali:
- per un'ammissione al primo anno, dopo due anni o più di maturità francese, in particolare le maturità francese alle scuole di commercio[3].
- L'ammissione parallela permette a studenti già laureati (francesi o stranieri) di perfezionare le loro capacità nel campo del management.